# Gerd Krauss
Gerd Krauss (* 28. Mai 1941 in Frankfurt am Main, Deutsches Reich; † 30. Juni 2012 in Traunstein) war ein deutscher Szenenbildner und Kostümbildner.

## Leben und Wirken
Krauss hatte sein Handwerk an den Städtischen Bühnen seiner Heimatstadt Frankfurt beim berühmten deutsch-englischen Filmarchitekten und Oscar-Preisträger Hein Heckroth erlernt. Zu dieser Zeit assistierte Krauss Heckroth auch bei dessen Kostüm- und Filmbauentwürfen zu Wolfgang Staudtes Dreigroschenoper-Verfilmung (1962) und stand ihm als einfacher Architekt auch bei dessen deutscher Fernsehproduktion Herzog Blaubarts Burg (1963) zur Seite. Blaubart-Darsteller Norman Foster engagierte daraufhin 1964 Krauss als Ausstatter für seine Kinoinszenierung Die lustigen Weiber von Windsor.
Seit Mitte der 1960er betreute Gerd Krauss eine Fülle von Fernsehproduktionen, überwiegend als Szenenbildner, gelegentlich entwarf er auch die Kostüme. Neben Einzelproduktionen wie die Agatha-Christie-Adaption Zehn kleine Negerlein, die antike Griechen-Komödie Amphitryon, Eugène Scribe-Verfilmung Ein Glas Wasser mit O. W. Fischer, die Kraftmeier-Komödie August der Starke mit einem kongenial besetzten Gert Fröbe und der Allstar-Verbeugung gegenüber Heinz Erhardt, Noch ’ne Oper, gestaltete der Frankfurter auch Serien-Specials wie Eine Frau bleibt eine Frau mit Lilli Palmer und Show-Übertragungen wie Peter Alexander präsentiert Spezialitäten und Anneliese Rothenberger gibt sich die Ehre. Neben Musikinszenierungen (Opern und Operetten) galt in späten Jahren Kraussens Augenmerk vor allem die Ausstattung von Übertragungen des Komödienstadels, die er bis unmittelbar vor seinem Tode szenenbildnerisch betreute.

## Filmografie
Bauten für Fernsehfilme, wenn nicht anders angegeben:
- 1963: Herzog Blaubarts Burg
- 1964: Die lustigen Weiber von Windsor (Kinofilm, Ausstattung)
- 1966: Die hundertste Nacht
- 1967: Der Blinde
- 1968: Das Haus mit den sieben Stockwerken (Kurzfilm)
- 1969: Das schönste Fest der Welt
- 1969: Zehn kleine Negerlein
- 1970: Ende der Vorstellung 24 Uhr
- 1971: Der Opernball
- 1971: Ball im Savoy
- 1972: Friß, Pappi, friß! (Ausstattung)
- 1972: Nicht nur zur Weihnachtszeit (auch Ausstattung)
- 1973: Vom Hackepeter bis zur kalten Mamsell
- 1974: Eine Nacht in Venedig
- 1975: Die schöne Helena
- 1975: Der fliegende Holländer (auch Kostüme)
- 1977: Ein Glas Wasser
- 1977: Bezauberndes Fräulein
- 1977: Die Teufelsbraut
- 1978: Der keusche Lebemann
- 1979: Noch ’ne Oper
- 1979: Die Münze
- 1980: Scheidung auf französisch
- 1980: Der Fall Walrawe
- 1981: François Villon (Ausstattung, Kostüme)
- 1981: Es bleibt in der Familie
- 1981: Amphitryon
- 1982: Der gutmütige Grantler (auch Kostüme)
- 1982: Mein Bruder und ich
- 1983: August der Starke
- 1984: Mensch ohne Fahrschein
- 1985: Alte Sünden rosten nicht
- 1985: Die Hose
- 1986: Aus familiären Gründen
- 1986: Acht Stunden Zeit
- 1987: Drohung bei Mondlicht
- 1988: Abendstunde im Spätherbst
- 1990: Hotel Paradies (TV-Serie)
- 2000: Das liebe Geld
- 2001: Die Jacobi-Verschwörung (Ausstattung)
- 2008: Die Weiberwallfahrt
- 2005–2012: Der Komödienstadel (TV-Reihe, mehrere Aufführungen)